# 1097

## Události
- křižáci dobývají Levantu
- 14. května – 19. června – obléhání Nikaie křižáky
- 1. července – Bitva u Dorylaia
- 21. října – začátek obléhaní Antiochie
- Papežem Urbanem II. byla svatořečena Adelaida Burgundská – Sv. Adéla

## Narození
- ? – Lucius III., papež († 25. listopadu 1185)
- ? – Izjaslav II. Mstislavič, kníže z rodu Rurikovců († 13. listopadu 1154)

## Úmrtí
- 6. června – Anežka Akvitánská, aragonská a navarrská královna (* konec 1072)
- ? – Odo z Bayeux, biskup z Bayeux, hrabě z Kentu a nevlastní bratr Viléma I. Dobyvatele, pravděpodobný objednavatel tapisérie z Bayeux (* 1037)
- ? – Marpa Čhökji Lodö, tibetský jógin a myslitel (* 1012)
- ? – Geoffroy III. z Anjou, hrabě z Anjou, Tours a Gâtinais (* 1040)

## Hlava státu
- České knížectví – Břetislav II.
- Svatá říše římská – Jindřich IV.
- Dolnolotrinské vévodství – Gottfried V. Bouillonský
- Hornolotrinské vévodství – Dětřich II.
- Bavorské vévodství – Welf I.
- Trevírské biskupství – Eglibert z Rothenburgu
- Papež – Urban II.
- Anglické království – Vilém II. Ryšavý
- Francouzské království – Filip I.
- Polské knížectví – Vladislav I. Herman
- Uherské království – Koloman
- Byzantská říše – Alexios I. Komnenos